# Selyemkóró (növényfaj)
A selyemkóró vagy tejelőkóró, illetve selyemfű (Asclepias syriaca) a meténgfélék (Apocynaceae) családjába tartozó selyemkóró (Asclepias) növénynemzetség Magyarországon előforduló egyetlen faja. Észak-amerikai eredetű, eredetileg a textilipar számára hozták az országba, 
agresszíven terjeszkedő évelő gyomnövény. Mézelőként ugyan kiváló („selyemfűméz”, „vaddohányméz”), de az őshonos fajok kiszorításával összehasonlíthatatlanul több kárt okoz. Özönnövény, irtása törvény alapján kötelező.

## Elnevezései
Köznyelvi magyar elnevezései: selyemkóró, közönséges selyemkóró, selyemfű, pamutkrepin

## Élőhelye
Főleg az alföldi homokos talajokon terjed.

## Jellemzői
Virága kellemes illatú.
Termése 8–11 cm hosszú, ívelten elkeskenyedő csúcsú tüskés toktermés, sok repítőszőrrel rendelkező maggal.

## Életmódja
A selyemkóró mérgező növény, de ez a méreg nem hat a bűzpillefélékre, ami miatt a hernyóinak ez az egyetlen tápnövénye. Mi több, a mérget mind a hernyók, mind az imágók elraktározzák, és ettől maguk is mérgezővé, illetve íztelenné válnak, amire a potenciális ragadozókat feltűnő színeikkel és mintázatukkal figyelmeztetik.

## Textilipari felhasználása
A selyemkóró üreges szálai – az üregekbe bezárt levegő hőszigetelő hatását kihasználva – alkalmasak arra, hogy belőlük hőszigetelő ruhabélést készítsenek. Egy erre szakosodott kanadai cégnél selyemkóró- és kapokszálak, valamint kukoricakeményítőből készült biopolimer- (PLA) szálak keverékéből nemszőtt kelmét készítenek és ezt használják fel meleg ruhabélés formájában. Előnye az is, hogy teljes mértékben biológiailag lebomlani képes anyagok alkotják, így környezetkímélőnek számít.

## Képcsarnok

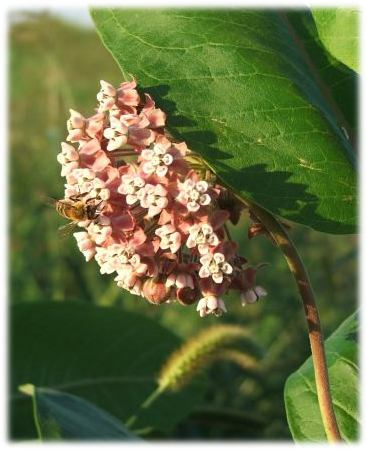
Selyemkóró virágai
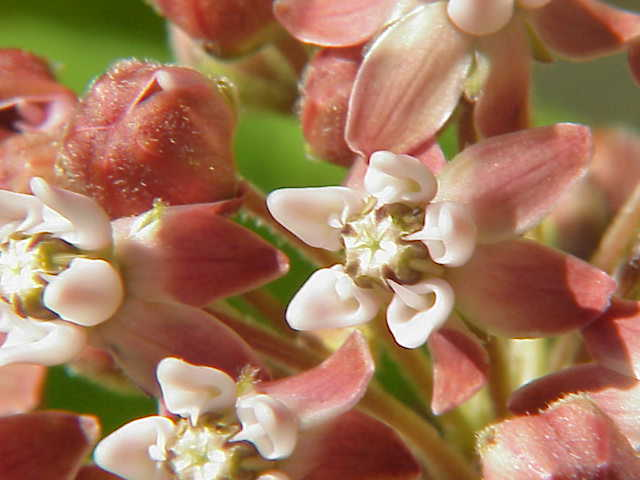
A virágok közelről
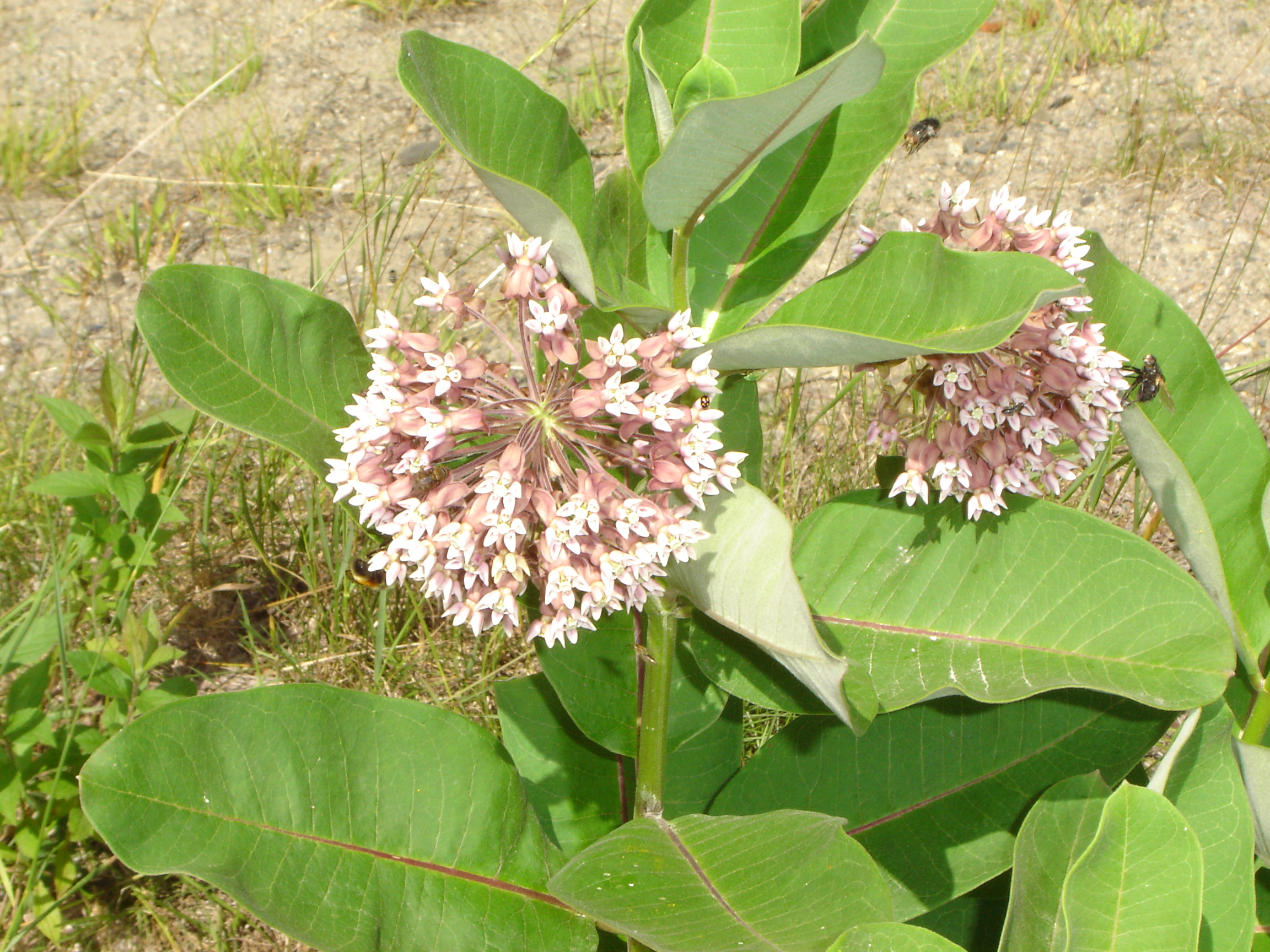
Ernyős virágzat a szár végén
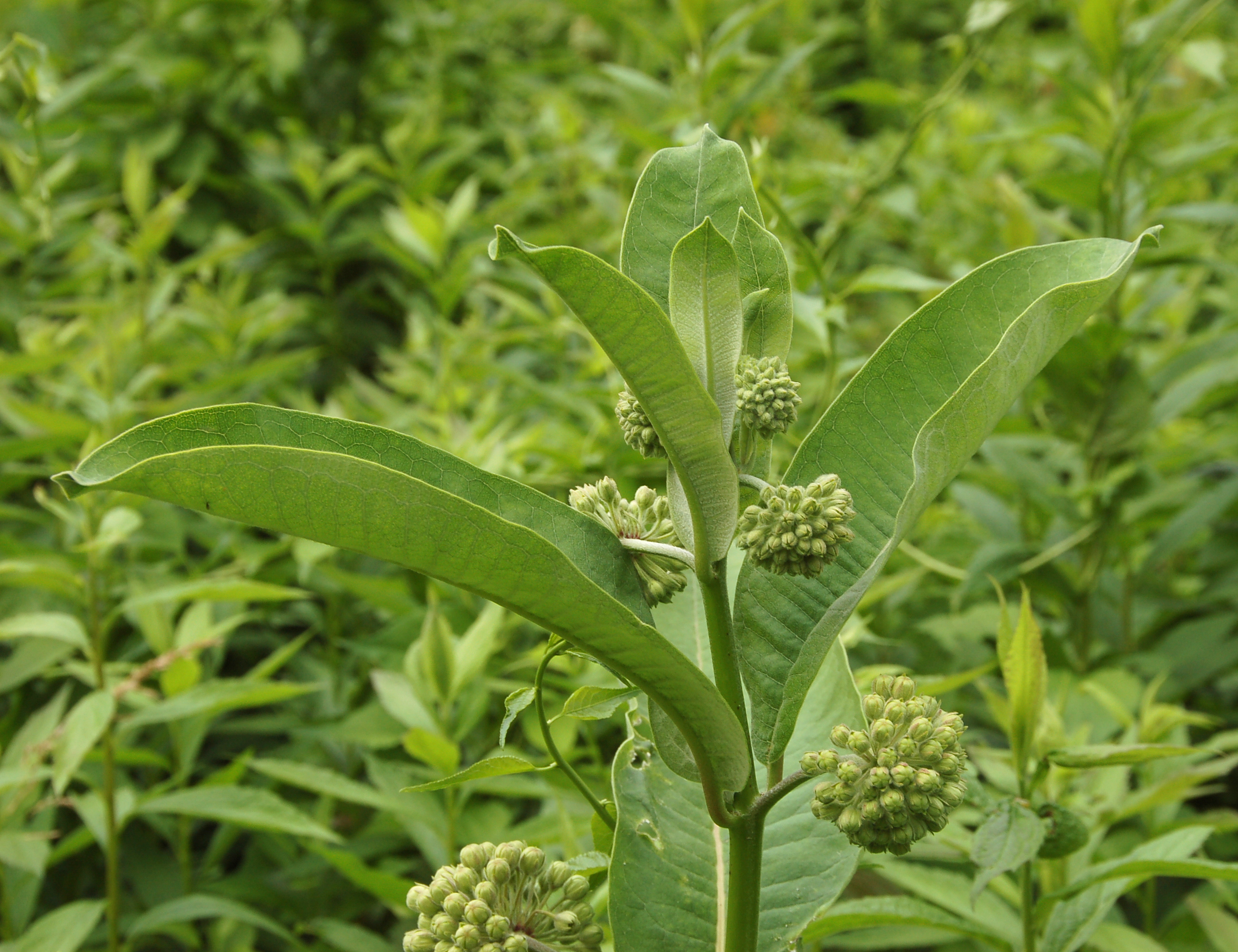
Ernyős virágzat képződése
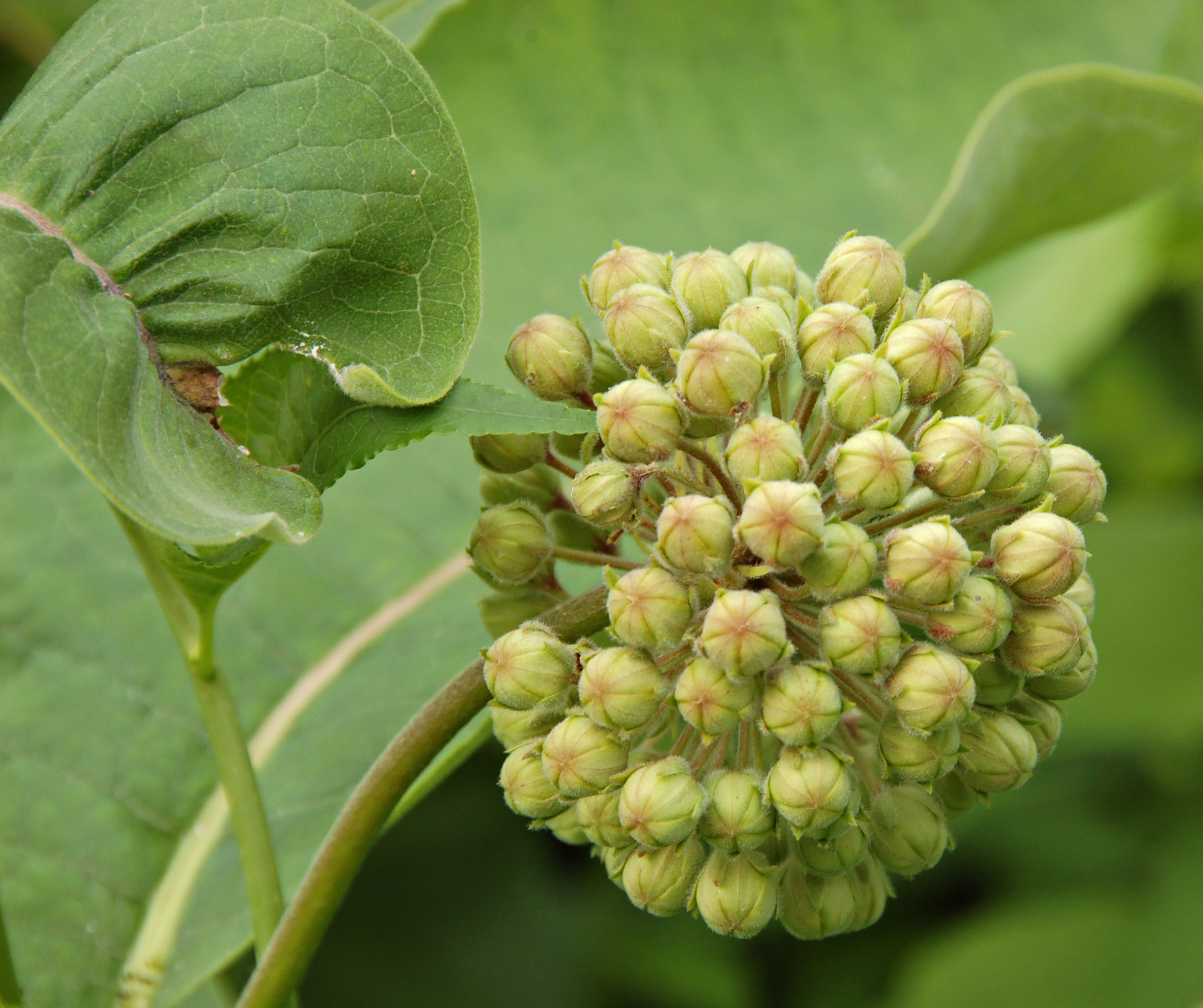
virágok bimbós állapotban az ernyős virágzatban
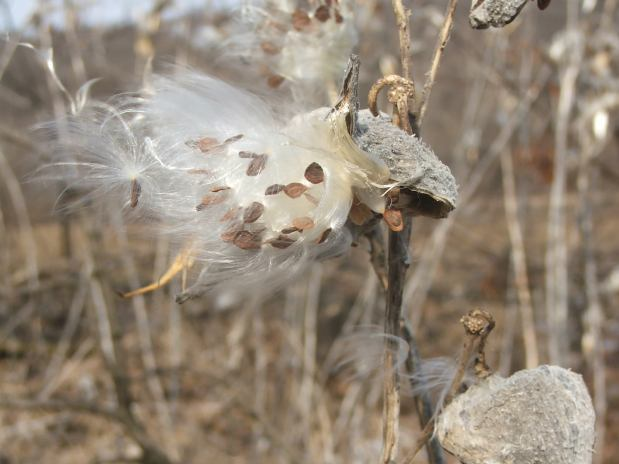
Selyemkóró termése
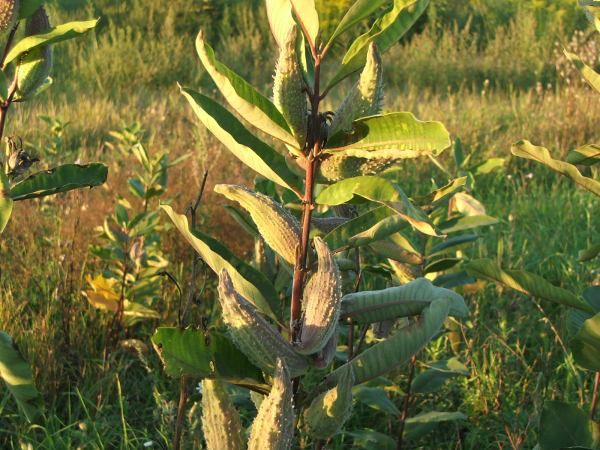
A kifejlett növény
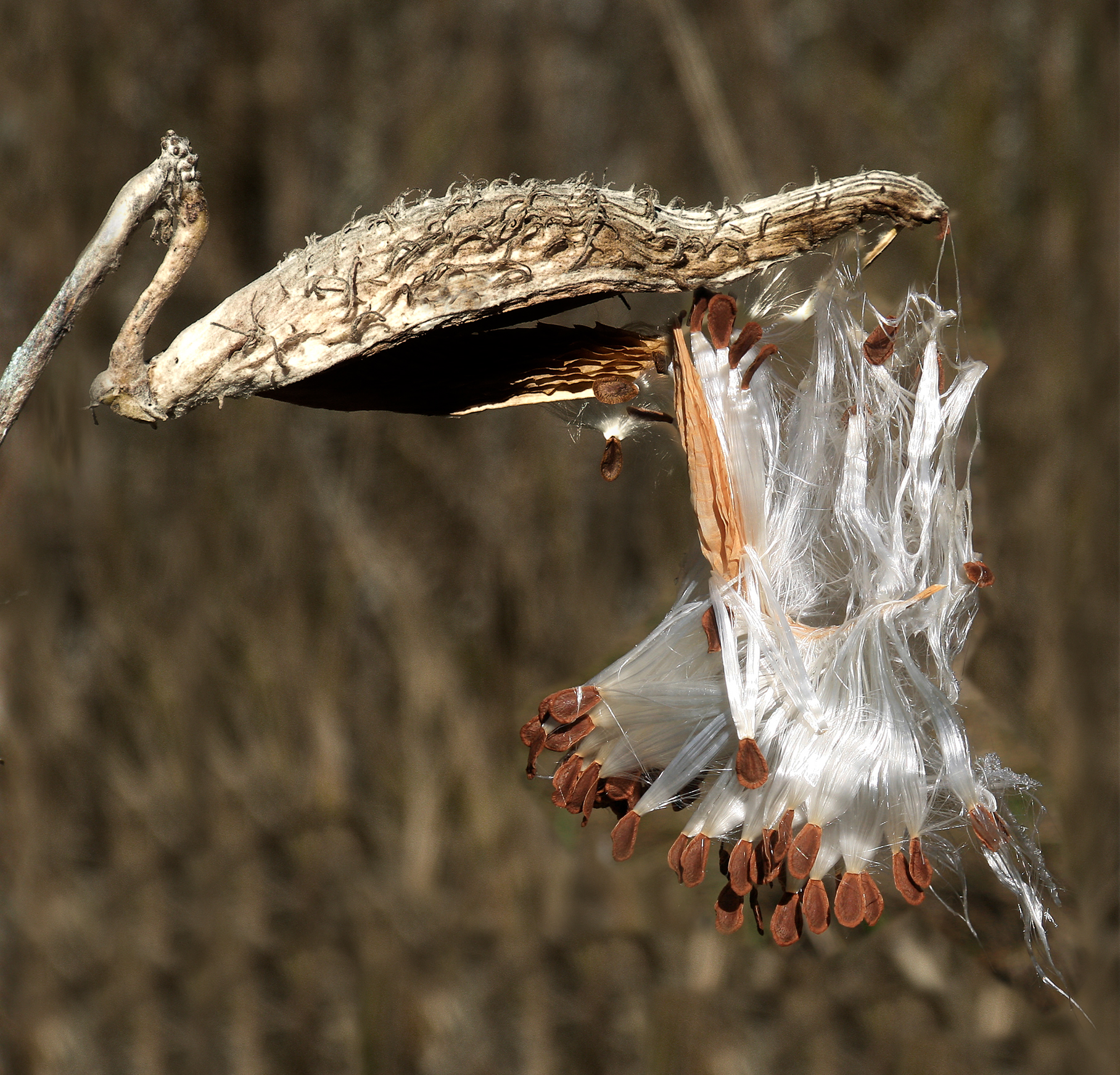
Termése a reptetőszőrökkel
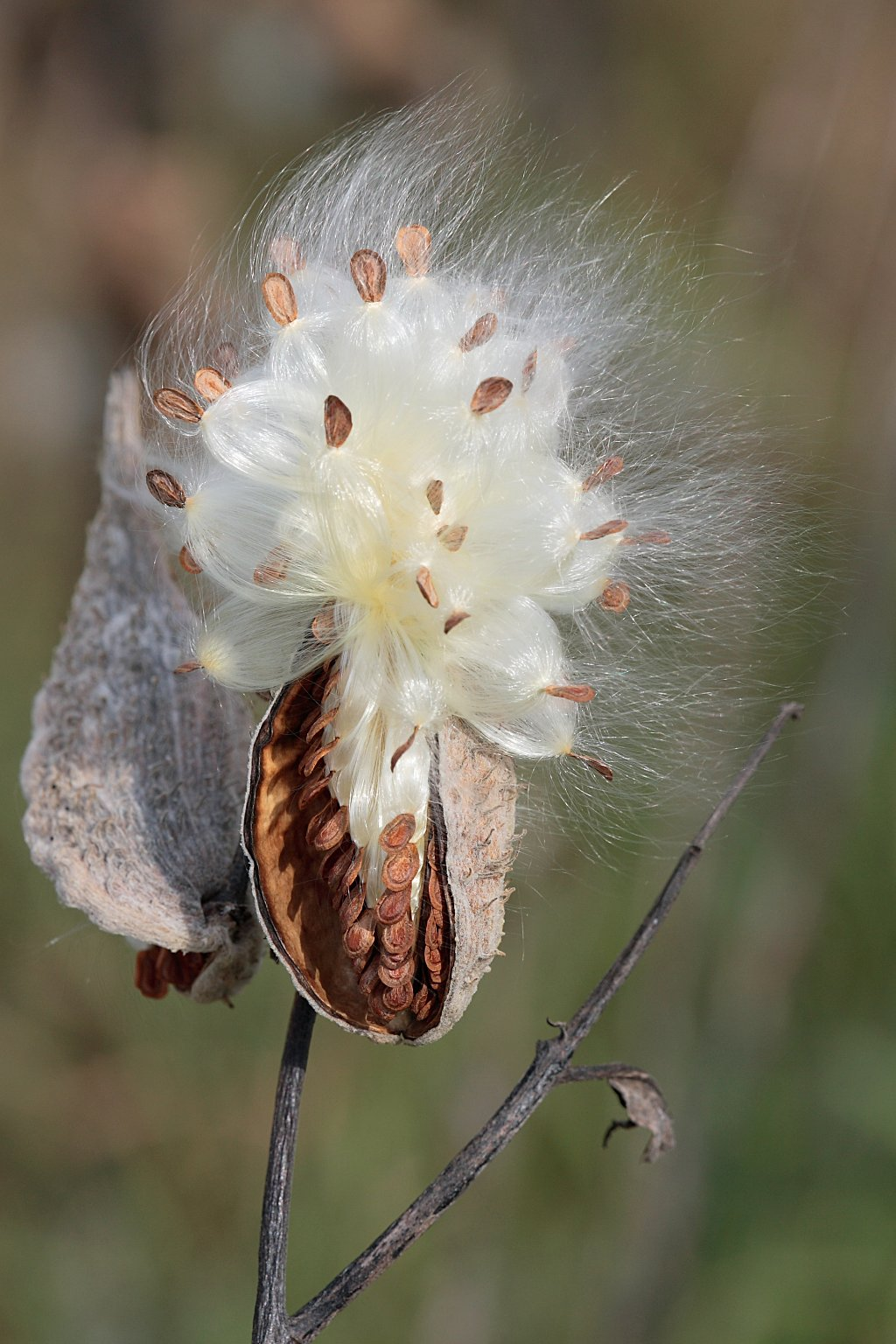
Termés közelről magjaival
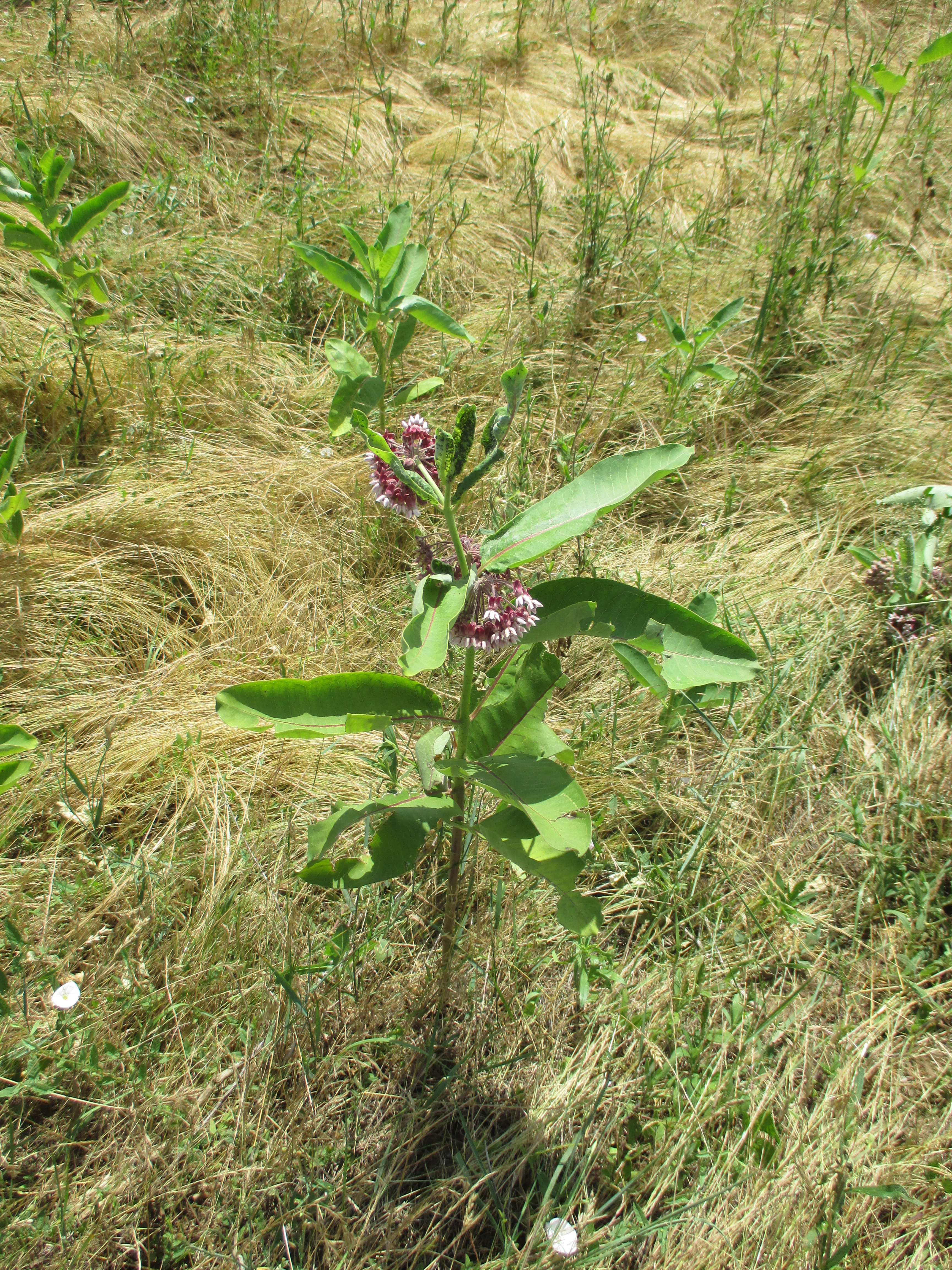
A Merzse-mocsárban igen gyakori